# The Coward (film 1915)
The Coward è un cortometraggio muto del 1915. Il nome del regista non viene riportato nei credit del film.
In novembre, uscì negli Stati Uniti un altro film dallo stesso titolo diretto da Reginald Barker.

## Produzione
Il film fu prodotto dalla Essanay Film Manufacturing Company.

## Distribuzione
Distribuito dalla General Film Company, il film - un cortometraggio in tre bobine - uscì nelle sale cinematografiche statunitensi il 1º giugno 1915.